# Test d2

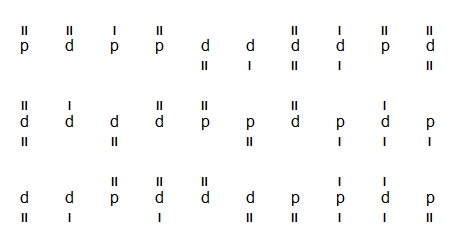
Beispiel eines d2 Tests (verkleinert)

Der d2 Test ist ein psychologischer Test aus der Familie der Leistungstests, welcher zur Beurteilung der Aufmerksamkeit (Konzentration) eingesetzt wird. Er wurde vom Psychologieprofessor Rolf Brickenkamp im Jahr 1962 für die Eignungsauslese von Kraftfahrern entwickelt. Inzwischen liegen auch eine computerbasierte (d2-C) und eine revidierte Version (d2-R) des klassischen d2 Tests vor.

## Einsatzbereich
Der Test erhebt den Anspruch, die Konzentrationsfähigkeit (bzw. die konzentrierte Aufmerksamkeit) zu messen, und stellt für den Altersbereich zwischen 9 und 60 Jahren ein valides Testverfahren dar. Er kann in nahezu allen psychologischen Bereichen genutzt werden (z. B. Verkehrspsychologie, Neuropsychologie und Klinische Psychologie). Aufgrund der hohen Effizienz, dem geringen Materialverbrauch und der schnellen Durchführbarkeit ist der d2 einer der meistverbreiteten Konzentrationstests in Deutschland.

## Aufbau
Der Test besteht aus den Buchstaben d und p, welche in 14 Reihen zu je 57 (früher 47) Zeichen angeordnet sind und oben und/oder unten mit 1 bis 4 Strichen markiert sind.
Die Aufgabe des Probanden besteht darin, in jeder Reihe innerhalb von 20 Sekunden möglichst viele der mit 2 Strichen markierten d durchzustreichen und dabei weder Auslassungs- noch Verwechslungsfehler zu produzieren: Ein d, das mehr oder weniger als zwei Striche hat, darf nicht durchgestrichen werden. Ebenso darf ein p niemals durchgestrichen werden, unabhängig davon, mit wie vielen Strichen es markiert ist. 
Der Test kann einzeln oder in Gruppen durchgeführt werden. Der Untersucher erklärt ausführlich die Testdurchführung und fordert dazu auf, so schnell wie möglich, jedoch fehlerfrei zu arbeiten. Zunächst erfolgt ein Probedurchgang. Anschließend gibt der Untersucher das Startsignal und fordert jeweils nach 20 Sekunden zum Wechsel zur nächsten Zeichenreihe auf. Der Test dauert einschließlich der Instruktionen ca. 8 Minuten, wobei davon ca. 4 Minuten und 40 Sekunden auf die reine Bearbeitungsdauer entfallen.

## Auswertung
Um die Objektivität, Reliabilität und Validität zu gewährleisten, liegen standardisierte Auswertungshinweise vor. Die Auswertung erfolgt manuell und dauert ca. fünf Minuten. Nachfolgende Kennwerte müssen zur angemessenen Interpretation der Testergebnisse ausgezählt oder berechnet werden.  

### Kennwerte des d2-R
Folgende Kennwerte werden beim d2-R berechnet, der wichtigste ist dabei die Konzentrationsleistung. Außerdem interpretiert wird der Kennwert BZO im Sinne des Arbeitstempos und der Kennwert F% im Sinne der Genauigkeit.
- BZO - Anzahl bearbeiteter Zielobjekte: das letzte angestrichene Zielobjekt (d mit zwei Strichen) pro Zeile (summiert über alle Zeilen)
- AF - Auslassungsfehler: übersehene bzw. ausgelassene Zielobjekte (bis zum letzten angestrichenen Zielobjekt; falsch negative)
- VF - Verwechslungsfehler: irrtümlich angestrichene Zielobjekte (falsch positive)
- KL - Konzentrationsleistung:  Anzahl entdeckter (durchgestrichener) Zielobjekte minus der Anzahl von Auslassungs- und Verwechslungsfehlern  (BZO - AF - VF)[1]
- F% - Fehlerprozent: relative Fehlerhäufigkeit bei der Bearbeitung (100 × (AF + VF) / BZO)

### Kennwerte des d2
Folgende Kennwerte werden beim alten d2 berechnet:
- F (Fehlerrohwert): Summe aller Fehler F1 und F2
- F1 (Auslassungsfehler): Anzahl an relevanten d mit zwei Strichen, die nicht markiert wurden. Gezählt werden nur die Auslassungen bis zum letzten markierten Zeichen der jeweiligen Zeile.
- F2 (Verwechslungsfehler): Anzahl der irrtümlich markierten Zeichen.
- F% (Fehlerprozentwert): Prozentualer Anteil an Fehlern (F) relativ zur Anzahl an bearbeiteten Zeichen (GZ), d. h. F*100/GZ.
- GZ (Gesamtzahl aller bearbeiteten Zeichen): Gemessen wird die Anzahl der Zeichen vom Zeilenanfang bis zum letzten markierten Zeichen.
- GZ-F: Durch diese Berechnung soll ausgeglichen werden, wenn ein Proband durch schnelles Bearbeiten mehr Fehler macht. Der Proband hätte dann zwar mehr Zeichen bearbeitet, aber auch mehr Zeichen übersehen oder zu viel markiert.
- GZ-2F („wahrer“ Gesamtleistungswert): Diese Formel wurde von Oehlschlägel und Moosbrugger (1991) als „wahrer“ Gesamtleistungswert vorgeschlagen, wodurch Fehler doppelt gewichtet werden. Man geht hier also davon aus, dass pro Fehler zwei Zeichen mehr bearbeitet werden konnten als üblich.
- KL (Konzentrationsleistungwert): Anzahl der richtig durchgestrichenen Zeichen minus die Anzahl der Verwechslungsfehler (F2). Dieser Wert gilt als der Verfälschungsresistenteste, im Gegensatz zu GZ-F und GZ-2F.
- SB (Schwankungsbreite): Differenz zwischen maximaler und minimaler Teilzeitleistung pro Zeile, d. h. GZmaximal-GZminimal.

Wenn die Gesamtzahl der Bearbeitungen außergewöhnlich hoch und die Fehlerprozentzahl (F%) ebenso ungewöhnlich hoch sind, spricht man vom Übersprung-Syndrom.
Zusätzlich kann eine Arbeitskurve visualisiert werden, indem die letzte bearbeiteten Zeichen einer Zeile (GZ) jeweils miteinander verbunden werden. Dadurch wird ersichtlich, ob die Konzentration im Bearbeitungsverlauf abnahm.
Zum selben Zweck werden die Fehlersummen der ersten und zweiten Testhälften miteinander verglichen.

## Objektivität, Reliabilität und Validität
Durch einheitliches Testmaterial und standardisierte Instruktionen sind Durchführungs- und Auswertungsobjektivität gegeben. Auch die Interpretationsobjektivität ist durch Normen für verschiedene Altersgruppen und durch die Transformation der Rohwerte in Standardwerte gewährleistet.
Basierend auf der Eichstichprobe von hier N=4019 werden im Manual des d2-R folgende Kennwerte berichtet. Die interne Konsistenz (Cronbachs Alpha) für die Konzentrationsleistung (KL) liegt bei .96, für die anderen Kennwerte liegen die Werte zwischen r= .80 und r= .96 und sind somit als sehr gut zu bewerten. Auch die Split-Half Reliabilitäten liegen im Bereich von .76 - .94 (KL: .94). Die Retest-Reliabilitäten (N=118) liegen bei einem Zeitintervall von 10 Tagen bei Werten von .92 (BZO), .85 (KL), .47 (F%), .42 (AF) und .08 (VF).

## Begrenzte Eignung des Tests
Da der d2-Test die Fähigkeit der Wahrnehmung und Unterscheidung visueller Reize voraussetzt, ist er für Probanden mit eingeschränktem Sehvermögen nicht aussagekräftig. In den Instruktionen zum Test wird diese begrenzte Eignung nicht explizit benannt und es wird lediglich abgefragt, ob eine Sehhilfe benötigt wird und diese bereitsteht. Da ein vermindertes Sehvermögen jedoch nicht in jedem Falle durch eine Sehhilfe voll kompensiert werden kann, ist durch diese Abfrage kein aussagekräftiges Testergebnis garantiert.

## Normierung
| Bezeichnung                    | Erhebungsjahr | Stichprobengröße (N) | Altersbereich                                    | Bemerkungen |
| ------------------------------ | ------------- | -------------------- | ------------------------------------------------ | --- |
| Eichstichprobe d2-R            | 2007/2008     | 4024                 | 9-60 unterteilt in 7 Altersstufen (s. u.)        | - Es fanden sich keine signifikanten Geschlechterunterschiede. - BW, BE, BB, HH, HE, NW * Standardwerte und Prozentränge für KL, BZO, F% pro Altersgruppe |
| BfA (Bundesanstalt für Arbeit) | 1994          | 3275                 | 19-45                                            | - keine Probanden mit höherer Bildungsgrade (Hochschulebene) enthalten - aus allen Bundesländern |
| Eichstichprobe d2              | 2000          | 3176                 | (9-10, 11-12, 13-14, 15-16, 17-19, 20-39, 40-60) | - Erhoben wurde die Stichprobe von November 1999 bis Mai 2000. - Hier sind alle Bildungsebenen einbezogen. - Vertreten sind allerdings nur die Bundesländer Berlin, Brandenburg, Sachsen und Bayern. - Es wurde zwar die Lebensspanne zwischen 9 und 80 erfasst (N=3251), wegen der zu geringen Anzahl an Älteren wurden jedoch nur Altersgruppen zwischen 9 und 60 tabelliert (N=3176). |
| französische Norm              | 1998          | 718                  | <25, 25-34, 35-44, >44                           | |
| US-amerikanische Norm          | vorläufig     | 506                  |                                                  | |

## Revision des d2 und neue Fassung d2-R
Die revidierte Fassung des d2 Tests aus dem Jahr 2010 beinhaltet den gleichen Aufgabentyp wie der d2. Abgesehen davon, dass der Test neu normiert wurde, finden sich in der neueren Version auch ausführlichere Instruktionen (mit sprachlichen Anpassungen) und Durchschreibebögen zur leichteren Auswertung der Ergebnisse.